# Kouloures

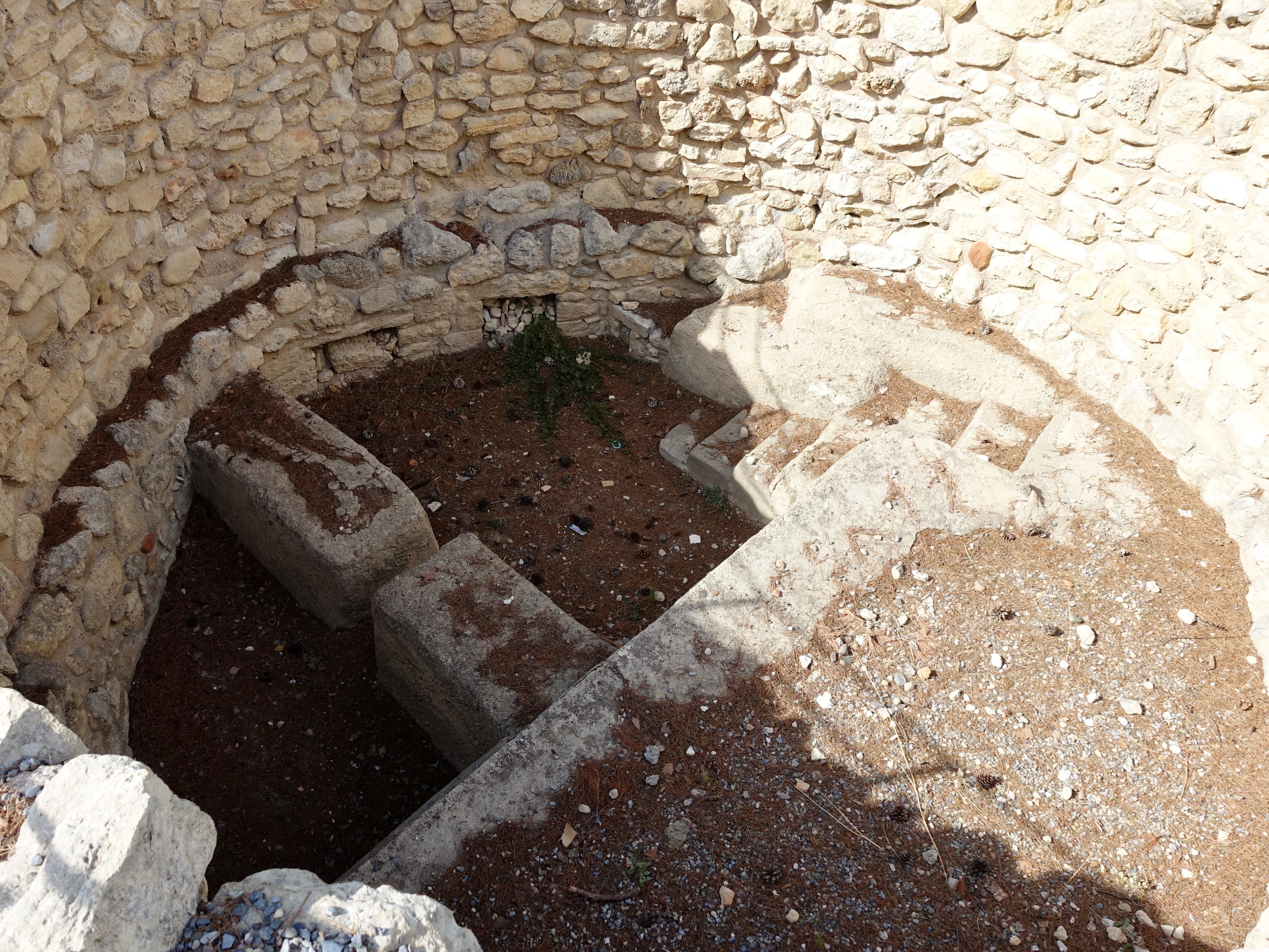
Uno de los kouloures de Cnosos

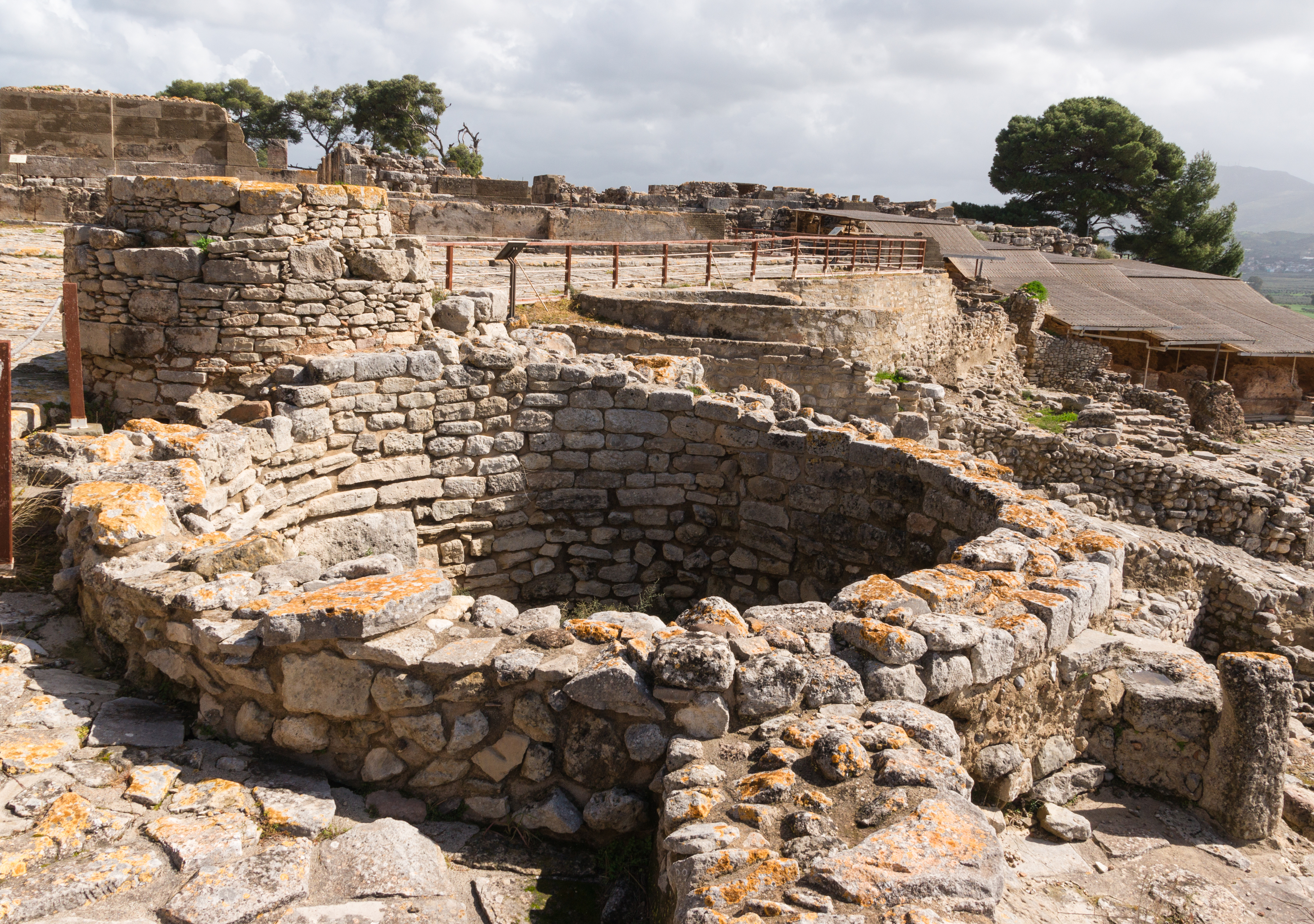
Uno de los kouloures de Festo

Los kouloures (en griego, Κουλούρες) son unas estructuras circulares de piedra que han sido halladas en los yacimientos arqueológicos de los palacios minoicos de Cnoso, Festo y Malia.
Estas estructuras se encontraban enfrente de los edificios palaciales. Los del palacio de Malia estaban sobre el suelo y revestidos con mortero mientras los de Cnosos y Festo son subterráneos y no eran impermeables. Algunos de los del palacio de Malia tenían un pilar en la zona central que quizá servía para sostener un techo. En uno de ellos había dos signos grabados similares a los de un altar que había en otra zona del palacio.
Con respecto a su cronología, se estima que su construcción se remonta al periodo de los primeros palacios, el Minoico Medio I. En el caso de los kouloures de Cnosos y de Festo, dejaron de usarse al final del periodo de los primeros palacios, hacia el 1700 a. C. pero en el caso de los de Malia, continuaron utilizándose durante muchos siglos que incluyen el periodo Neopalacial.
Se han hallado tres en Cnoso, cuatro en Festo y ocho en el palacio de Malia, además de uno en la «casa épsilon» de Malia. Se debate la función que tenían estas estructuras y incluso es posible que sus funciones fueran diferentes en cada uno de los lugares. Se ha sugerido que podrían ser depósitos de deshechos, cisternas o lugares donde se albergaban árboles sagrados, pero las opiniones predominantes son que se trataba de silos para almacenar grano o depósitos sagrados donde se arrojaban ofrendas y vasijas utilizados en los ritos que se celebraban en los santuarios de los palacios.